# Ainsworthia cordata
Ainsworthia cordata là một loài thực vật có hoa trong họ Hoa tán. Loài này được (Jacq.) Boiss. mô tả khoa học đầu tiên năm 1844.